# 나이토 료
나이토 료(일본어: 内藤玲, 1974년 6월 22일 ~ )는 일본의 성우이다.

## 출연 작품

### 애니메이션
1996년
- 아이들의 장난감 (사가미 레이)

1998년
- 비스트 워즈 II (DJ)
- 괴짜가족 (하나마루키 (동배만))
- 멋지다 마사루 (아프로 (파마머리))

1999년
- 메다로트 (히카루)
- 디지캐럿 (타케시)

2000년
- 트랜스포머 카로봇 (굿샤 (슬래퍼))
- 유희왕 듀얼몬스터즈 (오토기 류지)

2001년
- 파라파 랩퍼 (개스터)

2002년
- 휘슬! (시부사와 카츠로 (이은강))

2003년
- 디지캐럿뇨 (폴)
- 마부라호 (나카마루 유키히코)
- 앞장서라! 크로마티 고교 (타케노우치 유타카)

2005년
- 개그만화 보기 좋은 날 (마츠오 바쇼, 저팔계)
- 카페타 (미나모토 나오미 (장현수))
- 은아전설 위드 (네로)
- 건퍼레이드 오케스트라 (타케다 히로카즈)

2006년
- 데스노트 (마츠다 토타)
- 가정교사 히트맨 리본! (죠시마 켄)

2009년
- GA 예술과 아트디자인 클래스 (호무라)

### OVA
1998년
- 요코하마 매물기행 (나이)

2001년
- 굿모닝 콜 (아베 쥰)

2004년
- 숨바꼭질 (노시가)

2005년
- 꼬마마녀 츠쿠네 (시바타)